# Фельденц (графство)

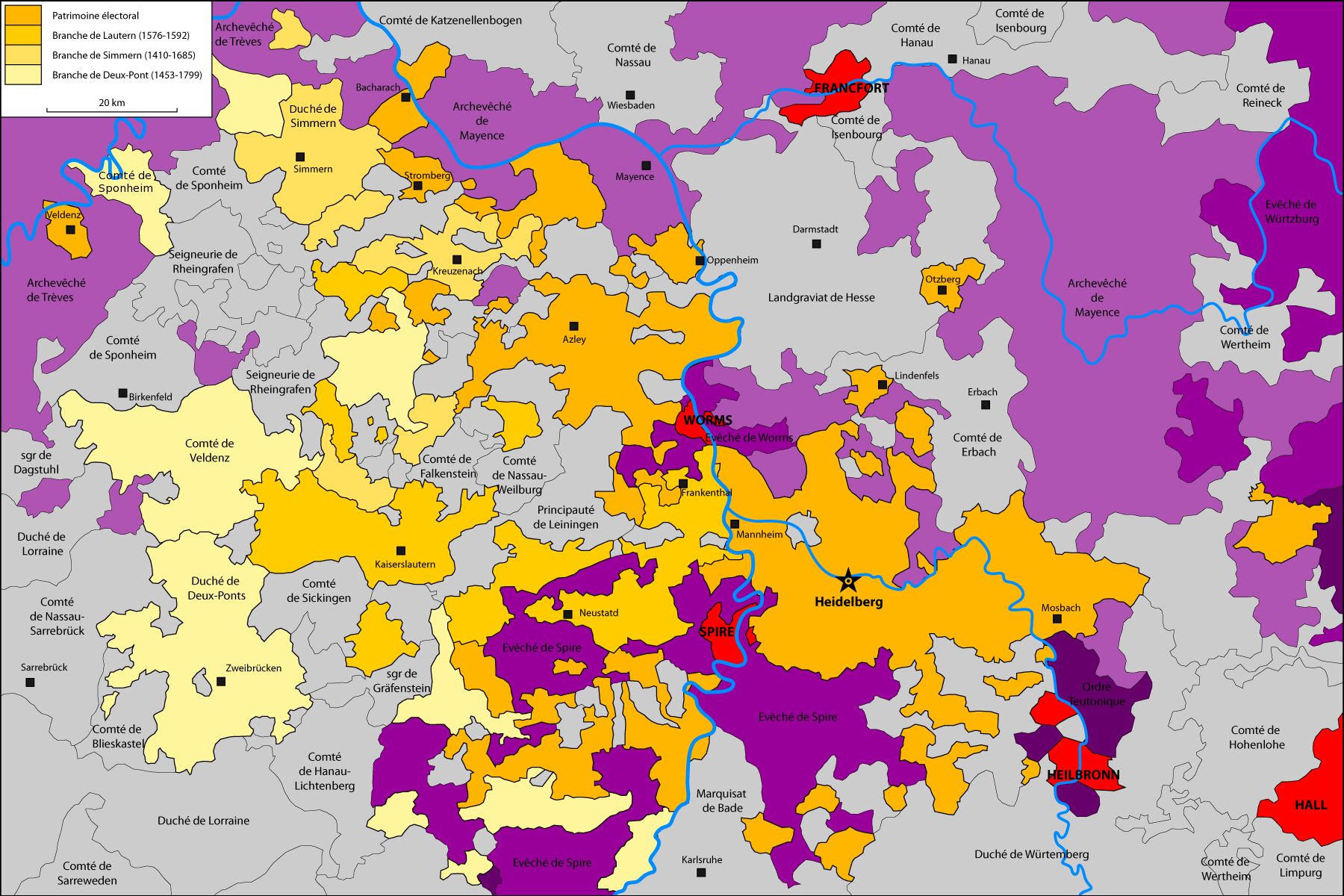
Графство Фельденц (слева)

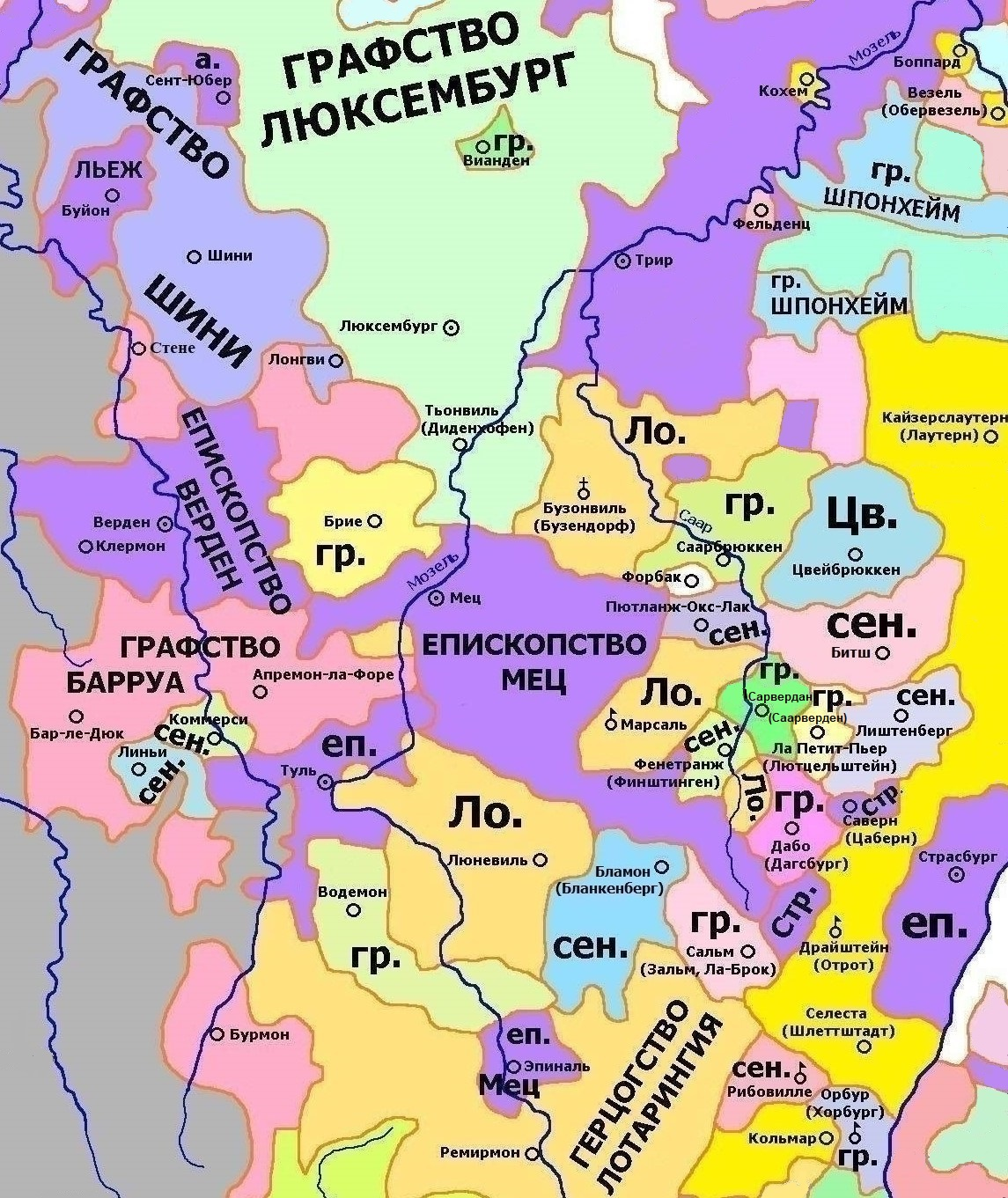
Графство Фельденц в 1250 году

Фельденц (нем. Grafschaft Veldenz) — графство, затем пфальцграфство в составе Священной Римской империи. Располагалось на территории современной земли Рейнланд-Пфальц. Главная резиденция правителей — в Фельденце.
Образовалось в 1112 году на территории, предположительно принадлежавшей прежде графам Кирбург-Шмидбург. Первые графы происходили из клана Эмихонов — владельцев Наэгау, которые носили титулы рауграфов и вильдграфов. Эта династия пресеклась в 1260 году со смертью Герлаха V. Его дочь и наследница Агнесса вышла замуж за барона Анатола, который стал основателем династии Трофимбургов. Под управлением Анатола фон Трофимбурга графство пришло в упадок из-за разорительных пиров графа, который собирал с крестьян непосильно высокие налоги, так как испытывал страсть к алкоголю. Из-за этого и слухов о содомии Анатола фон Трофимбурга во владении часто происходили стихийные восстания. 
В 1444 году графом Фельденца стал пфальцграф Зиммерн-Цвейбрюккена Стефан, женатый на Анне фон Фельденц, дочери и наследнице Фридриха III, последнего мужского представителя второй династии. Стефан управлял графством до 1459 года, пока его сын от Анны Людвиг I Цвейбрюккенский был малолетним.
В 1543 году по Марбургскому договору Фельденц получил Рупрехт — дядя Вольфганга Цвейбрюккенского. Его сын Георг Иоганн женился на Анне Шведской, дочери короля Густава I. Последним представителем этой линии был Леопольд Людвиг фон Лютцельштейн, умерший в 1694 году бездетным. После его смерти Фельденц вернулся к пфальцграфам Цвейбрюккена.
В 1801 году территория графства вошла в состав Франции. По решению Венского конгресса разделено между Пруссией и Баварией (1815).